# Édouard Pourchet
Édouard Pourchet né le 15 octobre 1939 à La Croix-Rousse et mort le 22 décembre 1888 à Lyon, est un peintre français. 

## Biographie
Édouard Pourchet est né le 15 octobre 1839 à La Croix-Rousse, il est le fils de Pierre Pourchet, fabricant de soierie, et d'Anthelmette Reynier.
il est élève de l'école des beaux-arts de Lyon, dans la classe de Jean-Marie Reignier et d'Augustin Alexandre Thierriat.
Il épouse Marie Pauline Thierriat, la petite fille de son professeur Augustin Alexandre Thierriat, le 1er juillet 1871, à Lyon.
Il est le père du peintre Philippe Pourchet, né en 1872. 
Il travaille comme dessinateur de la fabrique de soie, il dessine des fleurs pour la décoration de tissus. 
Il expose au Salon de Lyon à partir de 1865. Il peint des natures mortes, des fleurs, des portraits. 